# Історія Кокосових Островів
Кокосові острови — одна з зовнішніх територій Австралії, що лежить у східній частині Індійського океану, і географічно належить до Азії.

## Відкриття
Острови були відкриті моряками з Англії на чолі з В.Кілінгом у жовтні 1609 під час їхнього плавання до Південно-Східної Азії. Пізніше їх відвідували кораблі їнших країн, але вони залишались незаселеними.

## Королівство Кокосових Островів
У 1825 р. на островах висадився шотландський капітан Джон Клюні-Росс, який вийшов у відставку з британського флоту. Він завіз з о.Борнео на острови малайських робітників для роботи на своїх приватних плантаціях та оголосив себе в 1827 р. королем Кокосових островів під ім'ям Росс I.

## Під владою Великої Британії
31 березня 1857 р. король Росс II під час відвідин островів британським флотом визнав над собою владу Британії, його визнали губернатором островів. У 1878—1886 острови були підпорядковані британському губернатору Цейлону. У 1886—1946 рр. острови входили до складу британської колонії Стрейтс-Сетлментс. Через те, що майже вся територія Стрейтс-Сетльменту була захоплена протягом 1942–1945 років військами Японії, Кокосові острови управлялись в 1942—1946 рр. англійськими військовими. В 1946—1955 рр. вони були в складі британської колонії Сингапур.

## Під владою Австралії
23 листопада 1955 року Велика Британія передала острови в управління Австралії. 1 вересня 1978 року Австралія викупила майно сім'ї Клюні-Росс на користь австралійської держави за суму 6,25 млн доларів США.

## Королі Кокосових островів

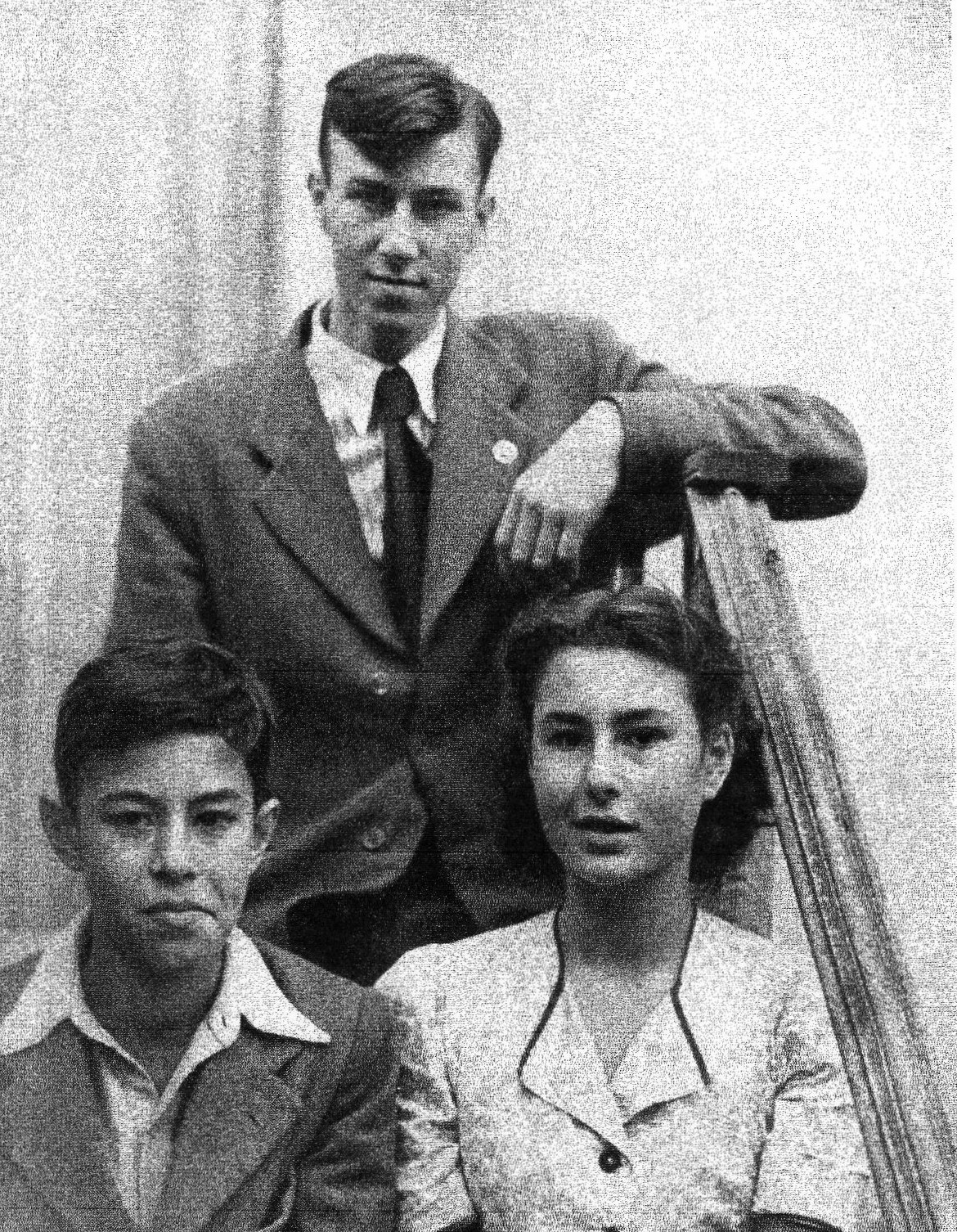
Сім'я Клюні-Росс, 1930-ті роки

- Росс I — 1827—1854 Сім'я Клюні-Росс, 1930-ті роки
- Росс II — 1854—1871
- Росс III — 1871—1910
- Росс IV — 1910—1944
- Росс V — 1944—1978